# Rhadinus amicorum
Rhadinus amicorum är en tvåvingeart som beskrevs av Richter 1966. Rhadinus amicorum ingår i släktet Rhadinus och familjen rovflugor. Inga underarter finns listade i Catalogue of Life.